# Ostküste der Vereinigten Staaten

Die East-Coast-Staaten (dunkel hervorgehoben die Staaten, die mit dem Atlantik nur über einen Fluss verbunden sind)

Als Ostküste der Vereinigten Staaten (englisch East Coast of the United States, Atlantic Seaboard, Eastern Seaboard, oder schlicht East Coast) bezeichnet man die Küste der Vereinigten Staaten zum offenen Atlantischen Ozean. Sie ist der am frühesten von Europäern besiedelte Teil der späteren USA. Im Rahmen der Amerikanischen Revolution und des Amerikanischen Unabhängigkeitskrieges erklärten am 4. Juli 1776 dort 13 britische Kolonien mit der Unabhängigkeitserklärung ihre Loslösung von Großbritannien und ihr Recht, einen eigenen souveränen Staatenbund zu bilden.

## Geographische Ostküste
Geographisch erstreckt sich die amerikanische Ost- oder Atlantikküste von der Grenze zwischen Kanada und den Vereinigten Staaten bei Lubec, Maine bis nach Key West, Florida und reicht somit vom 45. bis zum 24. nördlichen Breitengrad. Küstenstaaten von Nord nach Süd sind die Neuenglandstaaten Maine, New Hampshire, Massachusetts, Rhode Island und Connecticut sowie New York, New Jersey, Delaware, Maryland, Virginia, North Carolina, South Carolina, Georgia und Florida. Vermont und Pennsylvania gehören ebenfalls zu den Ostküstenstaaten, liegen jedoch nicht am Meer. Mit 92 Millionen Einwohnern (Volkszählung von 2000) repräsentieren diese Staaten 32 Prozent der US-Bevölkerung.

## Gegenwärtige Prägung
Die Bevölkerung des nördlichen Teils der Ostküste gilt mehrheitlich als liberal. Dies zeigt beispielsweise das Wahlergebnis der Präsidentschaftswahl der Vereinigten Staaten 2004, als die nördlichen Staaten bis einschließlich Maryland für John Kerry votierten, während die Südstaaten für George W. Bush stimmten. Sie ist auch durch relativ hohe Bevölkerungsdichte geprägt; die städtischen Regionen von Boston im Norden bis Washington, D.C. im Süden „wuchern“ zusammen, diese großstädtische Agglomeration mit etwa 45 Millionen Einwohnern bezeichnet man als Boswash. Auch die Familie Kennedy sowie viele andere einflussreiche Familien der USA stammen von dort (Brahmanen von Boston).

## „Ostküsten-Establishment“ sowie antisemitisches Codewort
Im politisch-soziologischen Bereich wird gelegentlich vom „Ostküsten-Establishment“ gesprochen. Gemeint ist damit die überwiegend zwischen der Hauptstadt Washington und Neuengland konzentrierte gesellschaftliche Elite der USA. In diesem Gebiet befinden sich mehrere wichtige Finanz- und Kulturzentren (New York, Boston, Philadelphia, Baltimore) sowie die renommierten Universitäten der „Ivy League“. Meist wird der Begriff pejorativ benutzt, insbesondere um die soziale Ungleichheit im Land anzuprangern.
Im antisemitischen, verschwörungsideologischen sowie im rechtsextremen Jargon steht es als Code für das angeblich von Juden dominierte internationale Finanzsystem.

## Musikalischer Begriff East Coast
In der Musik, speziell im Hip-Hop, wird mit dem Begriff East Coast eine Stilrichtung umschrieben. Orte wie New York, New Jersey oder Philadelphia haben diesen Sound geprägt. Da New York als Geburtsort dieser Bewegung bezeichnet wird, steht gerade der Big Apple für die rohen, minimalistischen und trockenen Elemente der Hip-Hop-Musik. Ein typischer New-York-Beat besteht aus einem Drumset ohne Hi-Hat mit Bass und einem Loop. Im Gegensatz zum Sound der Westküste (G-Funk), der eher Einflüsse aus der Musik von George Clinton oder Bootsy Collins hat, orientiert sich die East Coast heute noch sehr stark an der Old School. Mitte der 1990er Jahre ging der sogenannte Eastcoast/Westcoast-Beef mit den verstorbenen Rappern 2Pac (West Coast) und The Notorious B.I.G. (East Coast) durch die Medien.